# Tolpia orientis
Tolpia orientis là một loài bướm đêm thuộc họ Erebidae. Nó được tìm thấy ở Thái Lan.
Sải cánh dài khoảng 13 mm. Cánh dưới nâu tối còn phía dưới nâu đồng nhất.